# Christopher Kelk Ingold
Christopher Kelk Ingold (ur. 28 października 1893 w Londynie, zm. 8 grudnia 1970 tamże) – angielski chemik.

## Życiorys
Urodził się w Londynie jako syn Harriet Walker Newcomb i Williama Kelka Ingolda. W dzieciństwie wraz z rodziną przeprowadził się do miejscowości Shanklin położonej na wyspie Wight; przeprowadzka była związana ze stanem zdrowia chorującego na gruźlicę ojca, który zmarł, gdy Christopher miał pięć lat.
Kształcił się w Sandown Grammar School, ukończył następnie studia na Hartley University College. Podczas I wojny światowej pracował nad wykorzystywaniem gazów do celów wojennych, po zakończeniu wojny prowadził własne laboratorium, uzyskał także stopień doktora oraz wykładał na jednej z uczelni.
Został odznaczony Medalu Imperium Brytyjskiego. Jako jedyny otrzymał dwukrotnie Meldola Medal (1922 i 1923). Autor pracy naukowej pt. Structure and mechanism in organic chemistry.

## Życie prywatne
W 1923 roku poślubił chemiczkę Edith Hildę Usherwood.